# 阿勒克圖斯
阿勒克圖斯（Allectus）是一名羅馬帝國時期的不列顛軍官。他原本是自立為王的卡勞修斯的財務官，293年阿勒克圖斯刺殺了卡勞修斯，控制了不列顛與高盧北部。
296年，西羅馬的凱撒君士坦提烏斯一世率軍出征，擊敗了阿勒克圖斯的部隊。蒙茅斯的杰弗里所著的《不列顛諸王史》將阿勒克圖斯列為不列顛的統治者之一。